# Johan Botha
Johan Botha (né le 10 janvier 1974) est un athlète sud-africain spécialiste du 800 mètres. En 1999, il remporte la médaille d'or des Championnats du monde en salle de Maebashi, en devançant notamment le Danois Wilson Kipketer, détenteur du record du monde de la discipline. Cette même année, il réalise les meilleurs temps de sa carrière sur 800 m : 1 min 45 s 45 en salle lors du meeting de Stuttgart, le 7 février 1999, et 1 min 43 s 91 en plein air lors du Meeting d'Oslo, le 30 juin 1999.
Il ne parvient pas à conserver son titre deux ans plus tard, lors des Championnats du monde en salle de Lisbonne, s'inclinant en finale face au Russe Yuriy Borzakovskiy.

## Palmarès

### Championnats du monde en salle
- Championnats du monde en salle de 1999 à Maebashi :
  -  Médaille d'or du 800 m
- Championnats du monde en salle de 2001 à Lisbonne :
  -  Médaille d'argent du 800 m